# María Vlaju
María Vlaju –en griego, Μαρία Βλάχου– (Atenas, 8 de agosto de 1973) es una deportista griega que compitió en vela en la clase Laser Radial. Ganó una medalla de oro en el Campeonato Mundial de Laser Radial de 1991.

## Palmarés internacional
| \| Campeonato Mundial \| Campeonato Mundial \| Campeonato Mundial \| Campeonato Mundial \| \| Año \| Lugar \| Medalla \| Clase \| \| ------------------ \| --------------------- \| ------------------ \| ------------------ \| \| 1991 \| Porto Carras (Grecia) \| Medalla de oro \| Laser Radial \| |                       |                |              |
| Campeonato Mundial |                       |                |              |
| Año | Lugar                 | Medalla        | Clase        |
| 1991 | Porto Carras (Grecia) | Medalla de oro | Laser Radial |